# Écuisses
Écuisses är en kommun i departementet Saône-et-Loire i regionen Bourgogne-Franche-Comté i östra Frankrike. Kommunen ligger i kantonen Montchanin som tillhör arrondissementet Chalon-sur-Saône. År 2022 hade Écuisses 1 624 invånare.

## Befolkningsutveckling
Antalet invånare i kommunen Écuisses
| Referens: INSEE |